# District de Datong

Localisation du district de Datong

Le district de Datong (chinois traditionnel : 大同區 ; pinyin : Dàtóng Qū ; Wade : Ta-t'ung Chü) est l'un des douze districts de Taipei. Il est situé entre la ligne rouge du métro de Taïpei et la rive est de la rivière Tamsui d’une part, et entre Civic Boulevard et l’autoroute Sun Yat-sen d’autre part. C'est dans la partie sud qu'était situé le site de Twatutia, une des premières colonies de la région de Taïpei et qui en a été pendant longtemps le centre commercial.

## Histoire
Durant la dynastie Qing, le district portait le nom de Daranpon (chinois : 大浪泵; Pe̍h-ōe-jī : Tōa-lông-pōng) ou Paronpon, mais a été renommé Taoliongtong (大隆同 ; Toā-liông-tông) en 1844. Après la Seconde guerre de l’opium, un port est ouvert à Twatutia pour le commerce international. Les échanges commerciaux ont permis le développement économique du district.
En 1946, le nom est changé en Tatung (大同 ; 'Grande Unité'). En 1990, le district fusionne avec ses voisins Jiancheng et Yanping afin de créer le district de Datong d’aujourd’hui. Son nom provient de la notion confucéenne d’utopie.

## Institutions gouvernementales
- Ministère du travail

## Tourisme
Le district est connu notamment pour ses bâtiments datant de la période Qing et de l’occupation japonaise, centrés autour de Dihua Street. Pendant les vacances du nouvel an lunaire, les rues de Dihua Street market sont noires de monde, ce marché étant réputé pour fournir tout ce dont ont besoin les Taïwanais pour les fêtes.
Les autres attractions de Datong incluent la maison de thé Tianma, Taiwan New Cultural Movement Memorial Hall, la résidence Chen Tian-lai, le musée Ama, Chiang Wei-shui Memorial Park, Chen Dexing Ancestral Hall, Museum of Contemporary Art Taipei, Customs Museum, Taiyuan Asian Puppet Theatre Museum, le temple de Confucius de Taïpei, le temple Bao-an à Dalongdong, et le temple Xiahai près de Dihua Street. On trouve également à Datong un ensemble de lieux de commerces typiques: Q Square Market, Yongle Market, Ningxia Night Market, Yansan Night Market et Dalong Night Market. 

## Transports

### Rail
Datong est desservi par les lignes rouge, verte et orange du métro de Taïpei.

### Route
Par la route, le district est desservi par l'Autoroute nationale 1, l'Autoroute provinciale 1 et l'Autoroute provinciale 2.
C’est également là qu’on trouve la Taipei Bus Station, le plus grand terminus de bus de la ville.

## Personnalités liées à Datong
- Chiang Chia, manager de l'équipe de Taïpei chinois de football (1981-1985)
- Chiang Peng-chien, président du Parti Démocrate Progressiste (1986-1987)
- Frank Hsieh, Premier ministre de la République de Chine (2005-2006)
- Kuo Chin-fa, chanteur
- Tsai Eng-meng, homme d’affaires
- Yeh Ching-chuan, Ministre de la santé (2008-2009)